# Душан Совиљ
Душан Совиљ (Рашновац код Петровца, 14. фебруар 1936 – 21. септембар 2020) био је српски педагог и књижевник.

## Животопис
Рођен је 14. фебруара 1936. године у Рашновцу (заселак Доњи Рашновац) код Петровца. Као дијете, са породицом је одселио у Змајево код Врбаса. Основну школу је завршио у Змајеву, а средњу поморску школу завршио је у Пули. Након школе запошљава се у поморској струци. Послије једне бродске хаварије је пензионисан. Тада почиње и успјешно завршава студије српског и руског језика и књижевности. Након завршених студија, запошљава се као професор српског језика и књижевности у Школи ученика у привреди (касније Средњошколски центар Хасан Кикић) у Градачцу, гдје је радио све до 1992. године. Радио је у Градачцу, а живио је у Модричи.
Умро је 21. септембра 2020. године. Живио је у Модричи

## Педагошки рад
Након завршених студија српског и руског језика и књижевности, запошљава се као професор српског језика и књижевности у Школи ученика у привреди у Градачцу. Године 1973. учествује у припремама за формирање Средњошколског центра „Хасан Кикић” у Градачцу. Средњошколски центар „Хасан Кикић” настао је 1974. године интеграцијом Гимназије „Хасан Кикић”, Школе ученика у привреди и Школе са практичном обуком „Млади радник” у Градачцу. Након интеграције Душан Совиљ постаје професор новоформираног средњошколског центра и бива изабран за члана првог управног одбора ове установе. Професора Душана Совиља ђаци и колеге памте као ведрог, отвореног и приступачног просвјетног радника од кога се имало шта чути и научити без диктата и принуде.
Године 1987. Душан је један од иницијатора формирања омладинске радне бригаде која би ишла на омладинску радну акцију у његов родни Петровац.  Дана 7. јуна 1987. године, на омладинску радну акцију у Босански Петровац из Средњошколског центра „Хасан Кикић” отишла је Омладинска радна бригада „6 април“. Командант ове бригаде био је професор Душан Совиљ. Бригада је финансирана једним дијелом из дохотка Средњошколског центра Градачац, а другим дијелом средствима која су сами бригадисти зарадили радом на претовару угља за Радну организацију Дом здравља Градачац.
Душан је упамћен као врсан педагог, а осим тога што је био вјешт у писању, имао је талента и за глуму и имитацију.

## Књижевни рад
Упоредо са педагошким радом, Душан Совиљ се бавио и књижевним радом. Колеге и пријатељи га памте као изузетно комуникативну, дружељубиву и духовиту особу која је била посвећена српском језику и књижевности. Био је прозни писац и приповједач. Аутор је књиге Болом до пребола.
Осим што се бавио стваралачким књижевним радом, био је и рецензент књижевних дјела.